# Polyembryome
 (août 2025).
Le polyembryome est une forme rare et très agressive de tumeur germinale, généralement localisée dans les ovaires. Il présente à la fois les caractéristiques d'une tumeur du sac vitellin et d'un tératome/carcinome embryonnaire indifférencié, avec la présence caractéristique de corps embryoïdes logés dans un stroma mésenchymateux lâche.

Il semble exister une corrélation avec le syndrome de Klinefelter. 
1. ↑  « Mediastinal polyembryoma associated with Klinefelter syndrome », Journal of Pediatric Hematology/Oncology, vol. 25, no 4,‎ avril 2003, p. 321–323 (PMID 12679648, DOI 10.1097/00043426-200304000-00011)